# Alicante
Alicante (em espanhol: Alicante, em valenciano: Alacant, as duas denominações co-oficiais) - Alicante/Alacant é a capital da província de Alicante, na Comunidade Valenciana, na Espanha. O município tem 201,27 km² de área e em 2021 tinha 337 304 habitantes (densidade: 1 675,9 hab./km²). É a segunda cidade mais populosa da comunidade autónoma.
Era conhecida como Castro Albo (em latim: Castrum Album) no período romano.

## Demografia

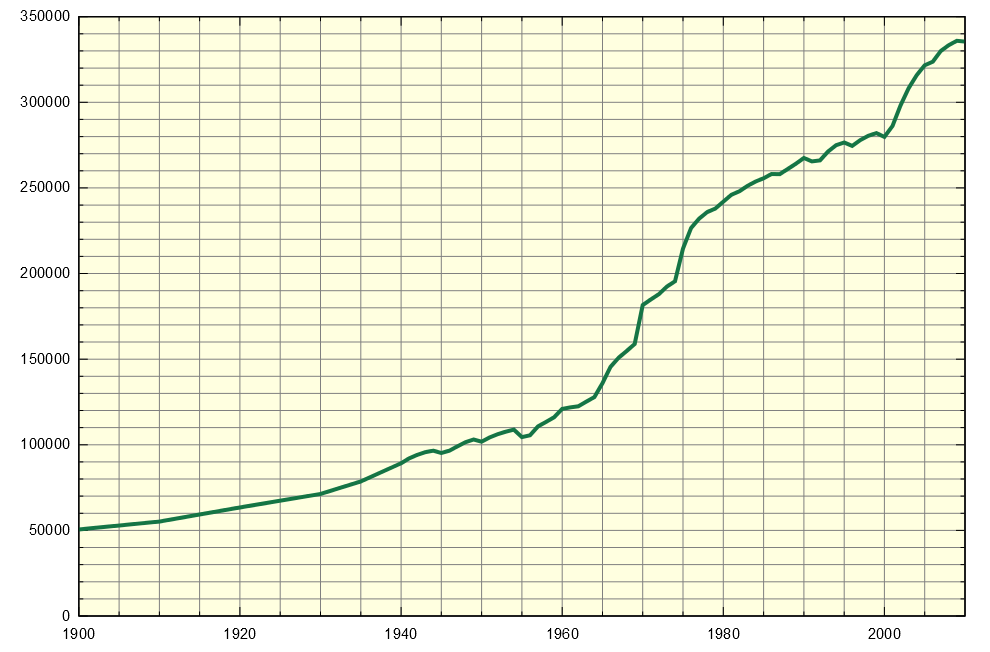
Evolução demográfica de Alicante (1900-2006)

| Variação demográfica do município entre 1991 e 2006 | Variação demográfica do município entre 1991 e 2006 | Variação demográfica do município entre 1991 e 2006 | Variação demográfica do município entre 1991 e 2006 |
| --------------------------------------------------- | --------------------------------------------------- | --------------------------------------------------- | --------------------------------------------------- |
| 1991                                                | 1996                                                | 2001                                                | 2006                                                |
| 265 473                                             | 274 577                                             | 284 580                                             | 329 947                                             |

## Património
- Farol de Santa Pola - Depois de descolar do penhasco, são dezenas os parapentistas que passam horas suportados pelo vento térmico sobre o cupulino e o cata-vento deste farol[4].

## Festas Locais

### Fogueiras de São João
As Fogueiras de São João, em castelhano Las Hogueras de San Juan e, em valenciano, Les Fogueres de Sant Joan, são as festas principais de Alicante, declaradas oficialmente de Interesse Turístico Internacional, sendo as suas origens muito remotas já que o costume de queimar objetos, a dançar em torno de uma fogueira com a chegada do solstício de verão, perde-se na noite dos tempos.
Tais festas organizadas com as peculiaridades actuais datam de 1928, sendo o seu impulsor José María Py y Ramírez de Cartagena. Com o pregón dão-se por iniciadas estas festas, plantando as fogueiras (día de la plantà), monumentos artísticos policromados de cartão-pedra e madeira com profundo conteúdo satírico, na noite do 20 de junho, queimando-se aos quatro dias depois depois de lançar-se desde o alto do Monte Benacantil, onde está o Castelo de Santa Bárbara, uma monumental palmeira de fogos de artifício que é visível desde grande parte da cidade.
Ao longo dos dias de festa, há uma extensíssima programação de actos, tais como pasacalles, cavalgadas, ofertas, corridas de touros, actuações musicais e campeonatos desportivos, vivendo-se a festa na rua onde a gente pode almoçar, jantar e dançar nas barracas e racós (ou racons), degustando a típica coca amb tonyina (torta de atum) e les bacores (figos temporões). A festa conta com a sua rainha, a Bellea del Foc, escolhida entre as que foram bellezas de cada um dos distritos e é a representação viva da festa. Nos dias posteriores à cremà (queimada) das fogueiras, há um concurso de fogos de artifício e tracas luminosas que se disparam desde a Praia do Postiguet.